# Réduction (mission catholique)
Pour les articles homonymes, voir Réduction.

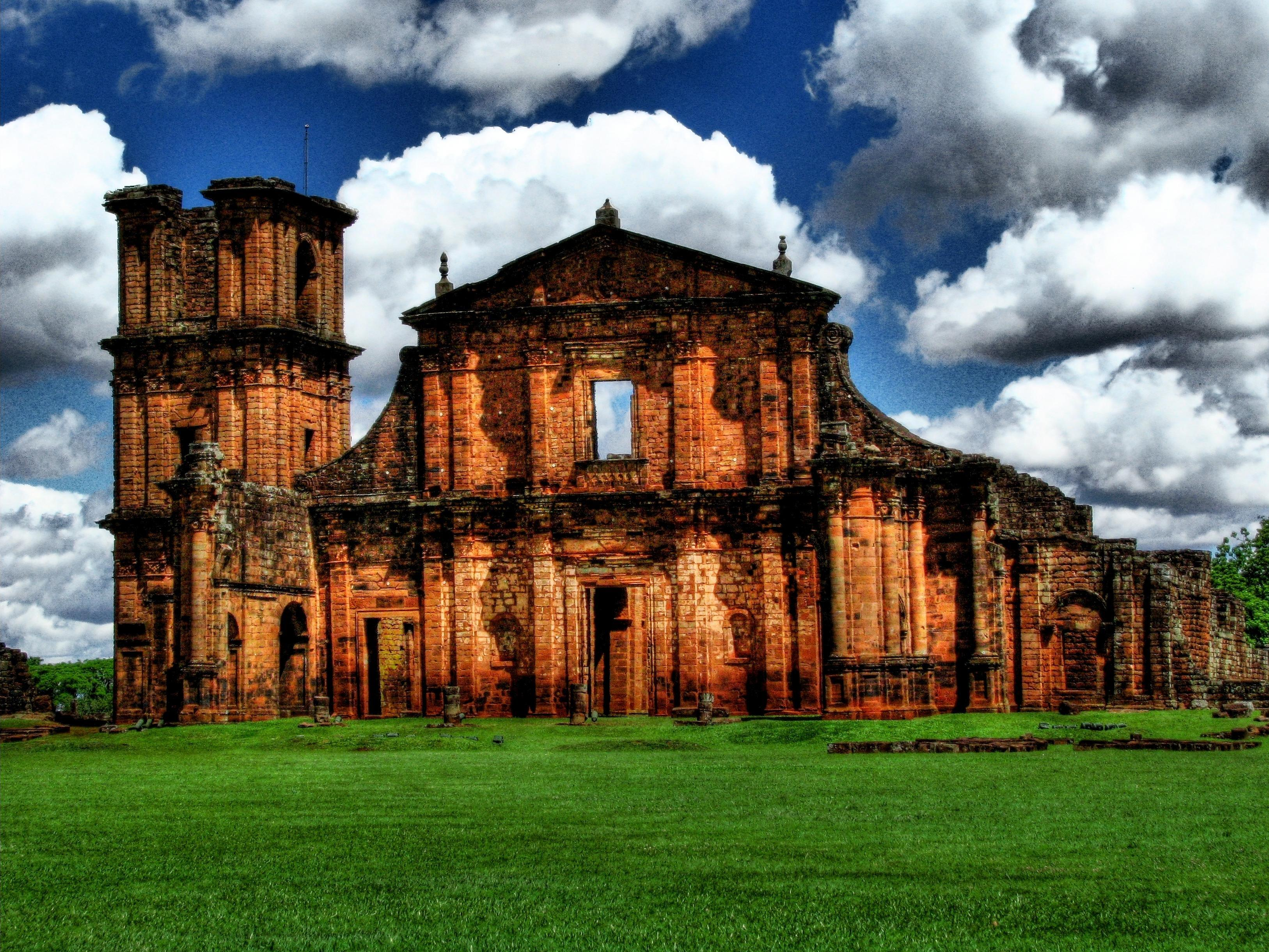
Ruines de l'église de São Miguel Arcanjo, aujourd'hui au Brésil.

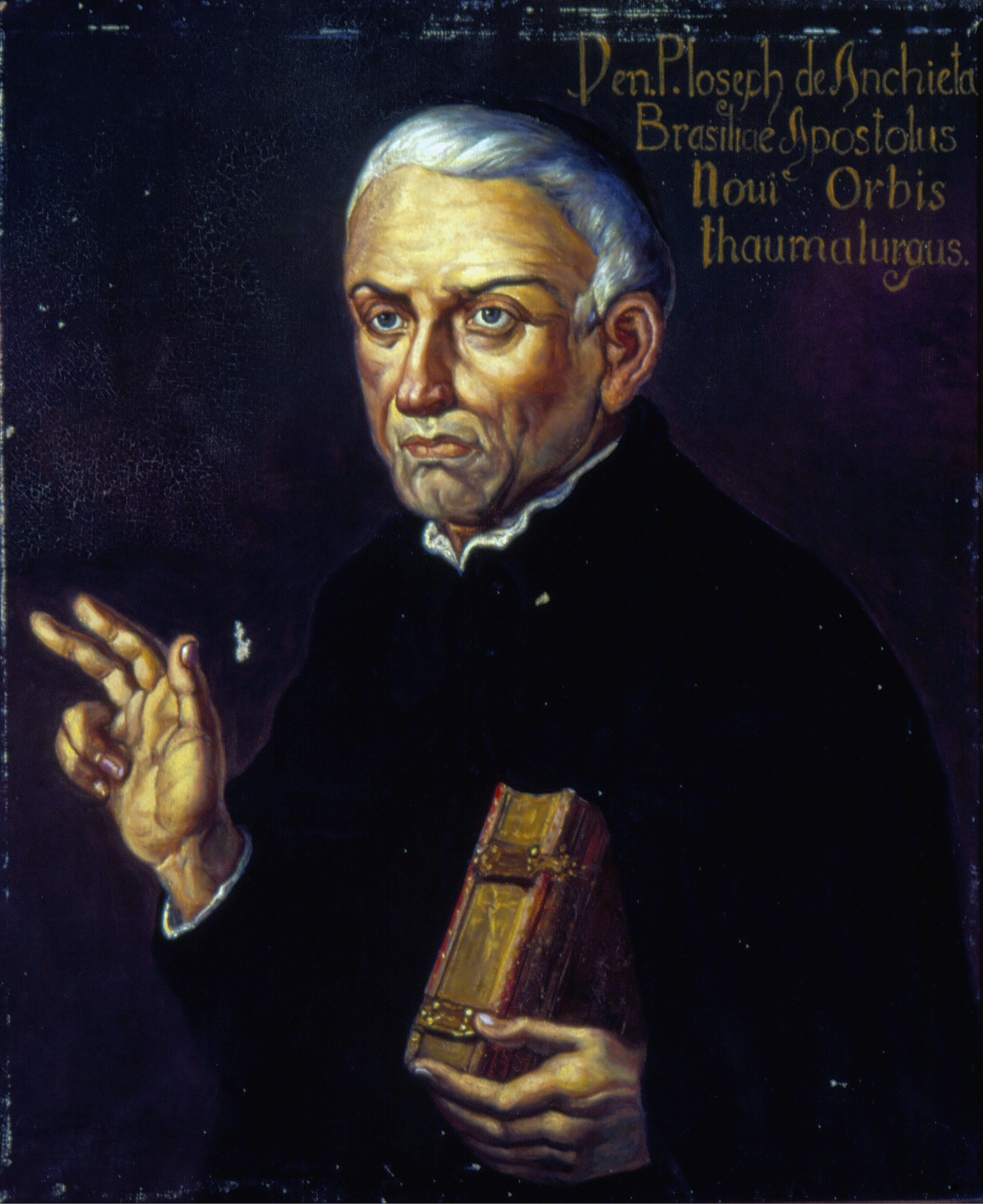
Le missionnaire espagnol José de Anchieta est, avec da Manuel da Nóbrega, le premier jésuite qu'Ignacio de Loyola envoie en Amérique.

Les réductions (en espagnol : reducciones) sont les missions catholiques construites et gérées par des missionnaires, en particulier des membres de la Compagnie de Jésus, en Amérique latine entre le début du XVIe siècle et le milieu du XVIIIe siècle. Leur but était avant tout de regrouper les populations indigènes pour mieux les intégrer au système politico-économique, et, dans la partie amazonienne, de les protéger des razzias de chasseurs d'esclaves (les bandeirantes), puis de les évangéliser, ce qui comprenait un processus éducatif de développement socio-culturel et économique et donc d'acculturation. L'objectif de ces réductions était aussi d'inculquer le mode de vie européen aux Amérindiens, en les forçant à passer d'un mode de vie considéré comme « tribal » à un mode de vie sédentaire dans un village.
Dès le début de la présence espagnole dans les Amériques, la Couronne s'inquiète de la construction de cités indigènes. L'évolution de cette inquiétude apparaît dans les documents de la Cour, tels que les Instrucciones a Ovando (1501), les leyes de Burgos (1512), et les Leyes Nuevas (1542). Dans les instructions à Nicolás de Ovando, par exemple, la Couronne ordonne que les Indiens vivent dans les villes espagnoles (afin de favoriser une assimilation totale des peuples indigènes). Les lois de Burgos (premier code civil espagnol du Nouveau-Monde) légalisent les encomenderos ainsi que l'endoctrinement des Indiens et décrètent que les Indiens (Amérindiens) doivent vivre à proximité des colonies de peuplement espagnoles.

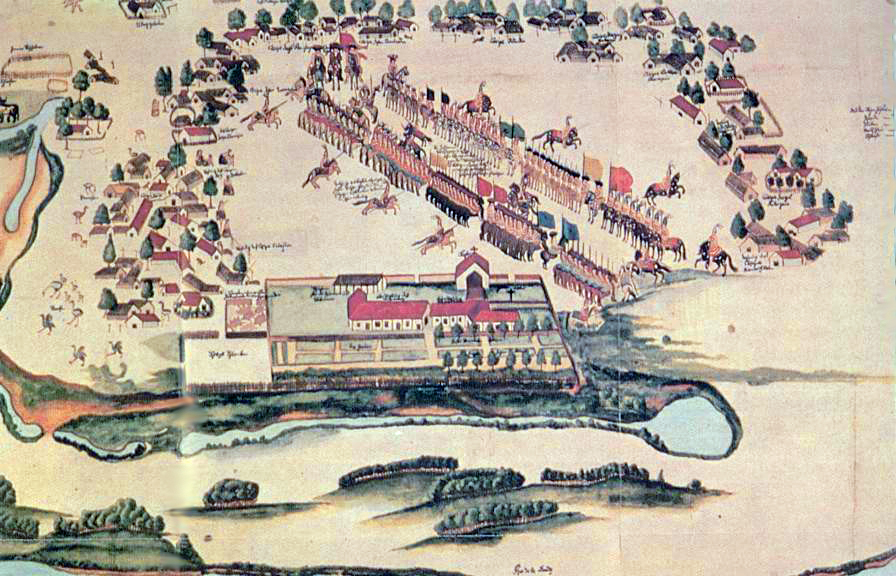
Cavalerie guarani.

Cependant, les abus des encomederos et, surtout, le caractère catholique de l'État espagnol donnent un élan à une meilleure organisation des missions. L'Espagne tient en effet son droit sur les terres et les habitants des Indes de la mission papale autoproclamée d'évangéliser ces derniers. Pour cela, il est essentiel que les Amérindiens soient regroupés dans les villes et villages ayant un style de vie espagnol, plutôt que de vivre séparés de la population espagnole. La Couronne doit offrir services et protections aux Indiens mais aussi assurer un système de perception de l'impôt efficace, ce qui est impossible avec des populations dispersées. On peut donc voir que le but des réductions n'est pas seulement évangélique mais aussi économique et politique.

## Histoire

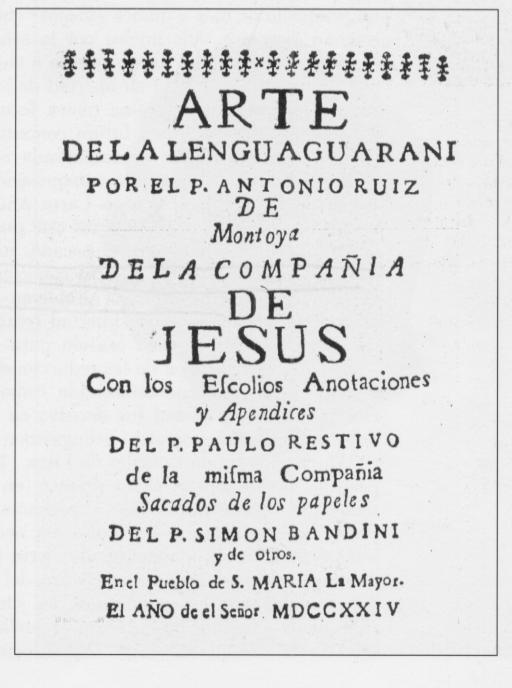
Grammaire de la langue guarani, par le père Antonio Ruiz de Montoya

La première Réduction a été ouverte en 1531 chez les Indiens aztèques, selon les instructions communiquées à la seconde Audiencia de la Nouvelle-Espagne. D'autres suivirent rapidement et elles comptèrent jusqu'à 150 000 indigènes. Dans chaque reduccion de indios se trouve un prêtre qui vit grâce au tribut que lui versent les Indiens. Les ressources des Réductions (y compris la terre) sont un bien inaliénable de celles-ci.
La plupart des Réductions sont rattachées directement à la couronne d'Espagne, cependant quelques-unes sont confiées à des personnes selon le système de l'encomienda. Certaines Réductions faisant partie de la Couronne reçoivent le nom de corregimiento et sont gouvernées par un corregidor. Ceci amène une croissance de la corruption car le poste de corregidor doit être acheté et n'est rétribué d'aucun salaire, ce qui ouvre la porte à toutes sortes d'extorsions.
Les Franciscains et les Jésuites organisent aussi des Réductions, principalement au sein de la Vice-royauté du Pérou. Ce sont ces dernières qui obtiennent les meilleurs résultats, particulièrement les réductions jésuites du Paraguay. Cet écart résulte de la différence d'application du système des Réductions entre la Vice-royauté de Nouvelle-Espagne et celle du Pérou. Le travail de Vasco de Quiroga, l'évêque de Michoacán qui fonde nombre de cités accueillantes, et Francisco de Toledo, le Vice-roi du Pérou qui encourage le système et convainc les Jésuites de l'utiliser, doivent être remarqués pour les efforts qu'ils apportent à l'amélioration du système.
S'agissant d'autant d'esclaves potentiels soutirés aux esclavagistes portugais et espagnols, ceux-ci s'opposèrent rapidement au développement de ces missions. Cependant à la suite de la victoire des Guaranis à Mbororé en 1641, les réductions connaissent une période de répit.
Les Réductions jésuites périclitent rapidement à la suite de l'expulsion des Jésuites de la Province du Paraguay, en 1767, les Franciscains ne parvenant pas à maintenir leur niveau antérieur. Elles subsistent dans la partie amazonienne, les services apportés (centres de santé ou d'éducation) ne pouvant l'être aussi efficacement par les gouvernements successifs.

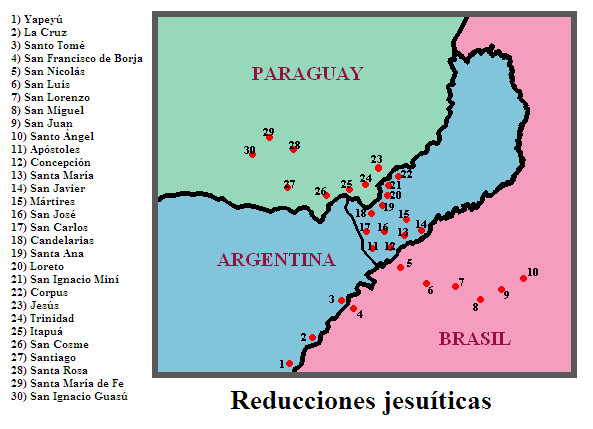
Principales réductions jésuites, avec les frontières actuelles.

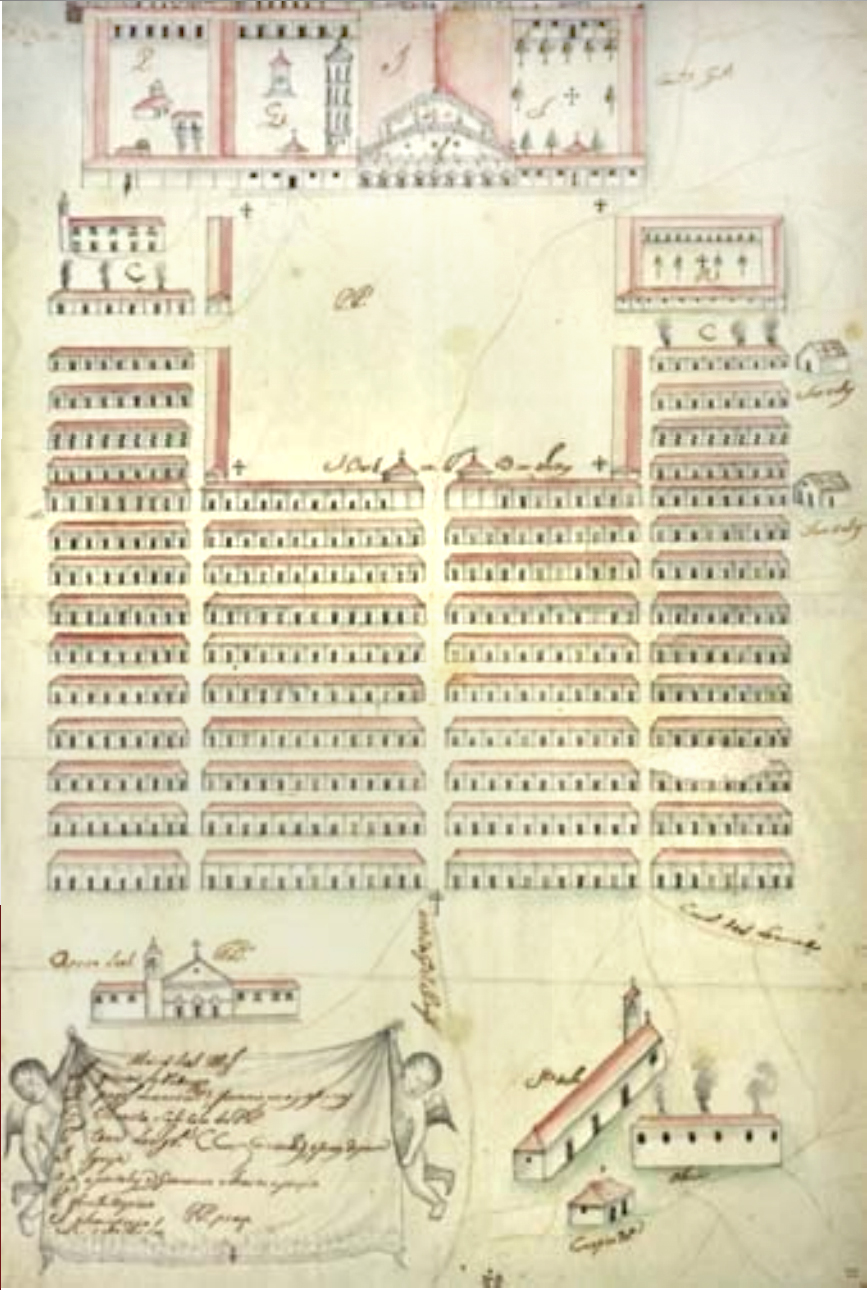
Plan caractéristique d'une réduction jésuite, XVIIe siècle.

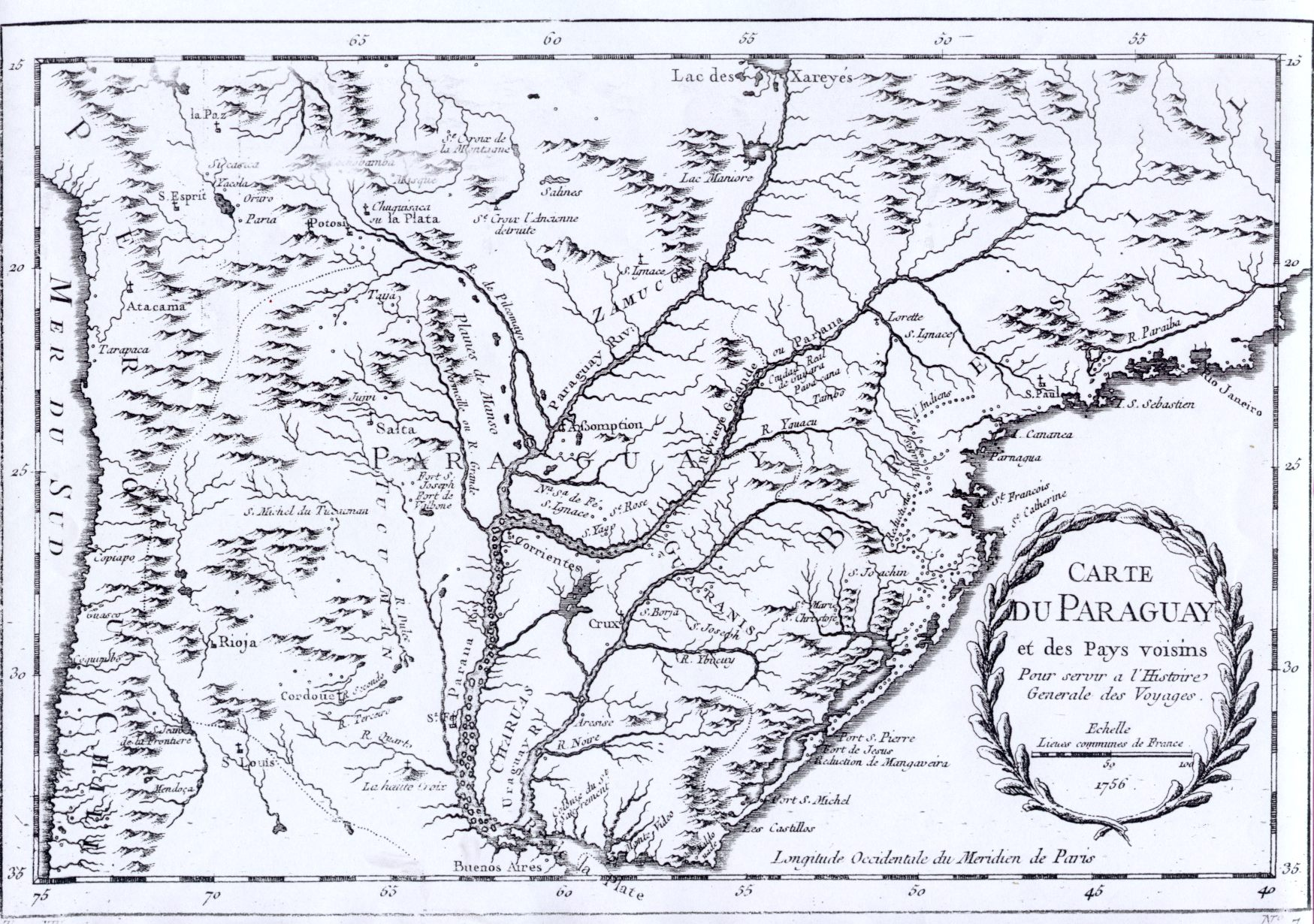
Carte du Paraguay en 1756.

## Liste des réductions par pays

### Argentine
- San Ignacio Miní dans la province de Misiones
- Santa Ana (réduction jésuite) dans la province de Misiones
- Nuestra Señora de Loreto dans la province de Misiones
- Santa María la Mayor dans la province de Misiones
- Ensemble et les estancias jésuites à Córdoba

### Bolivie
- San Javier
- Concepción
- San Ignacio de Velasco
- Santa Ana de Velasco
- San Miguel de Velasco
- San Rafael de Velasco
- San José de Chiquitos

### Brésil
- São Miguel Arcanjo

### Paraguay
- La Santisima Trinidad de Paraná

## Expériences s'en inspirant

### Nouvelle-Calédonie
- Saint-Louis (Nouvelle-Calédonie), reprise mariste

### Philippines
- Pablo Pastells fut un jésuite de la fin du XIXe siècle missionnaire itinérant, fondant çà et là (Cebu, Mindanao, archipel de Sulu, etc.) quarante-deux postes missionnaires (17 840 chrétiens nouvellement baptisés) sur le modèle des anciennes réductions d'Amérique latine.

## Dans la fiction
- Le film Mission (The Mission) de Roland Joffé (1986), avec Jeremy Irons et Robert De Niro, relate des événements se déroulant dans des réductions guaranies, aux confins du Paraguay, de l’Argentine et du Brésil.